# Karin Holm-Müller

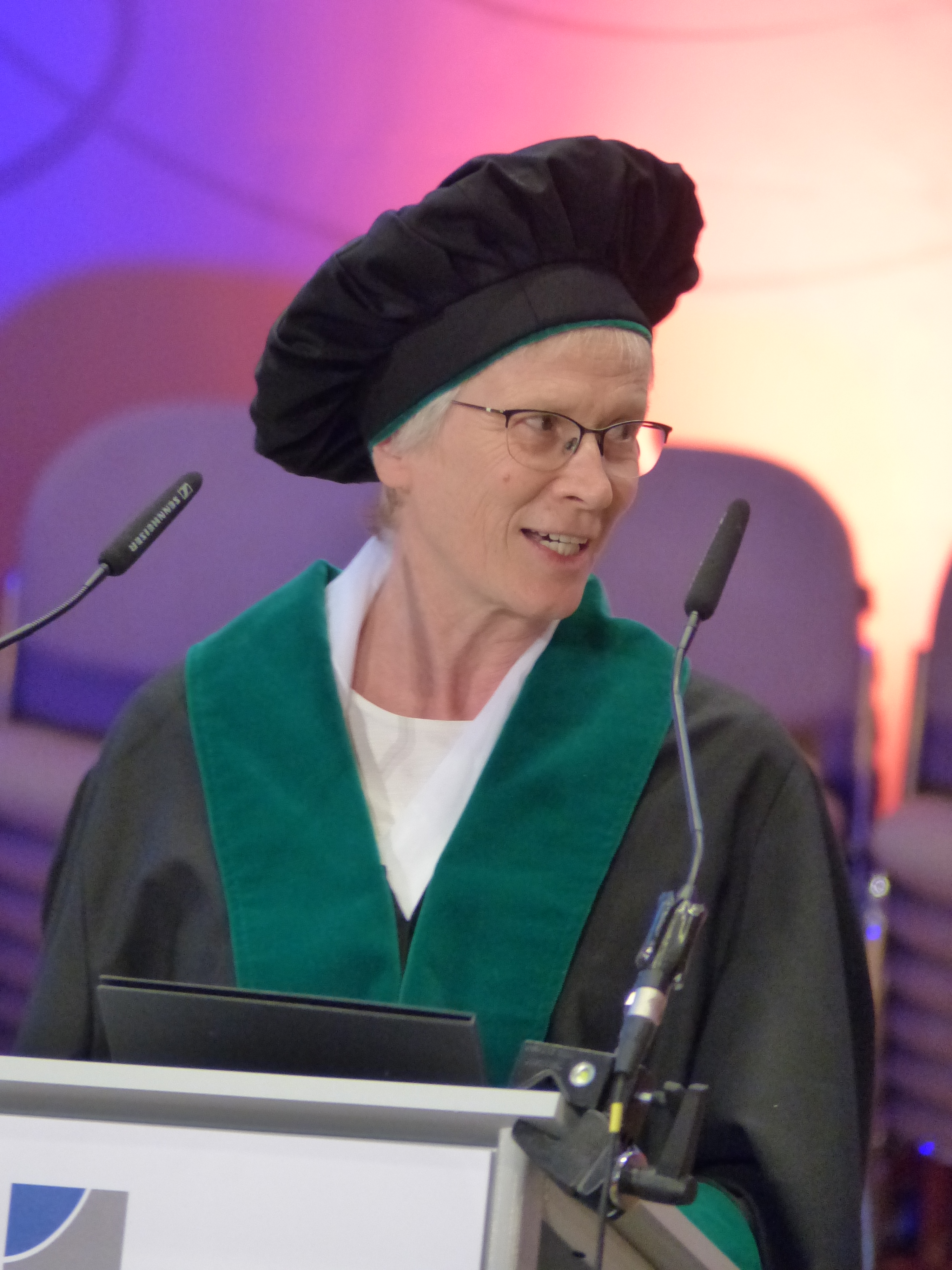
Karin Holm-Müller im Talar einer Prorektorin der Universität Bonn (2019)

Karin Holm-Müller (* 21. Oktober 1957 in Eckernförde) ist eine deutsche Volkswirtin und Leiterin der Professur für Ressourcen- und Umweltökonomik im Institut für Lebensmittel- und Ressourcenökonomik der Universität Bonn.
Nach einem Studium der Volkswirtschaftslehre in Berlin und Grenoble und anschließender Assistenzzeit am Fachgebiet Umwelt- und Ressourcenökonomie der TU Berlin promovierte Holm-Müller dort 1988 zum Dr. rer. Oec. Ihre Habilitation erfolgte 1996 an der Fernuniversität Hagen mit einer Arbeit zu den ökonomischen Anreizen in der Abfallwirtschaftspolitik.
Von 2008 bis 2016 war sie Mitglied im Sachverständigenrat für Umweltfragen der Bundesregierung. Holm-Müller ist derzeit (2020) Prorektorin für Studium und Lehre.
In ihrer Jugend spielte sie beim Eckernförder SV Tischtennis, wurde 1972 Landesvizemeisterin im Einzel und Bundesranglistenspielerin.

## Publikationen (Auswahl)
- Sonja Katharina Macke, Karin Holm-Müller: Market-oriented nature conservation in the context of impact regulation – a perspective from a new institutional economics point of view. Vortrag, gehalten auf der ISEE CONFERENCE Advancing Sustainability in a Time of Crisis, 22.–25. August 2010, Oldenburg – Bremen. In: CESifo DICE Report. Journal for Institutional Comparisons, 2011, Vol. 9, Nr. 4 (Winter), ISSN 1612-0663, S. 41–49 (handle.net [PDF; 1,2 MB]).
- Mercelyne Khalumba, Tobias Wünscher, Karin Holm-Müller: Auctions of Forest User Rights: An Economic Instrument for Sustainable Use of Non-timber Forest Products of Kakamega Forest Kenya. Vortrag, gehalten auf der ISEE CONFERENCE Advancing Sustainability in a Time of Crisis, 22.–25. August 2010, Oldenburg – Bremen. 2010. In: Tropentag 2009. International Research on Food Security, Natural Resource Management and Rural Development: Biophysical and socio-economic frame conditions for the sustainable management of natural resources. Book of Abstracts. Hrsg. von Eric Tielkes. DITSL, Witzenhausen 2009, ISBN 978-3-9801686-7-0, S. 353 (englische Zusammenfassung; mafiadoc.com).
- Ruth Delzeit, Horst Gömann, Karin Holm-Müller, Gernot Klepper, Peter Kreins, Bettina Kretschmer, Sonja Peterson: Analyzing bioenergy and land use competition in a coupled modeling system: the role of bioenergy under climate policy. Vortrag, gehalten auf der ISEE CONFERENCE Advancing Sustainability in a Time of Crisis, 22.–25. August 2010, Oldenburg – Bremen. 2010 (researchgate.net [Anmeldung erforderlich]).
- Ruth Delzeit, Wolfgang Britz, Karin Holm-Müller: Modelling regional input markets with numerous processing plants: The case of green maize for biogas production in Germany. In: Environmental Modelling & Software. 32 (2012), S. 74–84, doi:10.1016/j.envsoft.2011.08.014.